# Robert Holzach
Robert Holzach (* 28. September 1922 in Zürich; † 24. März 2009 ebenda) war ein Schweizer Bankmanager und Verwaltungsratspräsident der Schweizerischen Bankgesellschaft (SBG).

## Leben und Wirken
Robert Holzach, Sohn des Kaufmanns Ernst Holzach und ein Urenkel des Dietrich Holzach, von dem sich auch das doppelte Bürgerrecht von Aarau und von Basel herleitet, wuchs in Kreuzlingen auf. Das Gymnasium besuchte er in Trogen. Anschliessend studierte er an den Universitäten Zürich und Genf Jurisprudenz. Holzach promovierte 1949 und arbeitete danach am Bezirksgericht Arbon.
1951 erwarb er das thurgauische Anwaltspatent und trat in die Schweizerischen Bankgesellschaft ein. 1955 wurde er dort Prokurist und 1956 Vizedirektor der Kommerz-Abteilung. 1960 folgte die Beförderung zum Stellvertretenden Direktor und 1962 zum Direktor der Kommerz-Abteilung. 1966 wurde er Stellvertretender Generaldirektor und 1968 Generaldirektor mit Verantwortung für das Kreditgeschäft in der deutschsprachigen Schweiz. Von 1971 bis 1976 war er zusätzlich Chef des Bereichs Dienste und ab 1976 zuständig für die Stabsstellen und deren Koordination innerhalb der Generaldirektion. 1980 wurde er zum Präsidenten des Verwaltungsrats gewählt, ein Amt, das er bis 1988 ausübte. Auf ihn folgte Nikolaus Senn. Von 1988 bis 1998 war Holzach Ehrenpräsident der Bank.
Holzach initiierte bzw. gründete mehrere Kulturstiftungen in den Kantonen Thurgau und Zürich, darunter die Zurich James Joyce Foundation. Im Militär war er Oberst.
1997 zitierte die amerikanische Kolumnistin und Schriftstellerin Jane Kramer in der Wochenzeitschrift The New Yorker antisemitische Äusserungen. Holzach habe gesagt, die Kontroverse um die Rolle der Schweiz im Zweiten Weltkrieg sei Folge einer jüdischen Verschwörung, deren Ziel die Übernahme der prestigeträchtigsten Finanzmärkte sei. Holzach erklärte, nie solche Äusserungen gemacht zu haben. Ein staatsanwaltliches Ermittlungsverfahren wurde eingestellt.

## Werke (Auswahl)
- Öffentlich-rechtliche Eigentumsbeschränkungen und expropriationsähnlicher Tatbestand. Ein Beitrag zur Frage der Grenzziehung zwischen den beiden Rechtsinstituten nach schweizerischem Recht. Zürich: Juris 1951. (Dissertation, Universität Zürich, 1949).
- gemeinsam mit Leo Schuster und Heinz Lehner: Bankmanagement in Theorie und Praxis. Bern: Haupt 1973. (Bankwirtschaftliche Forschungen; 12).
- Die Verletzlichkeit des Bankensystems. Zürich: Schweizerische Bankgesellschaft 1982. (SBG-Schriften zu Wirtschafts-, Bank- und Währungsfragen; 79).
- Herausforderungen. Weinfelden: Wolfau-Druck 1988. ISBN 3858090611.
- Thurgauer Kulturstiftung Ottoberg. In: Thurgauer Jahrbuch 73 (1998), S. 71–77. (Digitalisat auf E-Periodica).